# Ceraclea lobulata
Ceraclea lobulata is een schietmot uit de familie Leptoceridae. De soort komt voor in het Palearctisch gebied.